# Холидей Грейнджър
Холидей Грейнджър е филмова и театрална актриса. Някои от значимите ѝ роли включват Лукреция Борджия на телевизионния канал Showtime в сериала Борджиите и Естела в Големите надежди на Майк Нюъл.

## Произход и образование
Родена е в Дидсбъри, Англия през 1988 г. Израснала в Манчестър, Грейнджър първата и актьорска роля е на 6 години в ТВ сериал на Би Би Си. Оттогава тя се появява в различни ТВ програми и независими филми като детска актриса.
Учи в гимназия „Парс Уд“ от 1999 до 2006 г., а през 2007 г. завършва Английска литература в университета в Лийдс. Заради страстта си за театрална игра, тя е избира да завърши висшето си образование с дистанционно обучение.

## Кариера
Освен няколкото телевизионни роли в детските си години, Грейнджър може би е най-забележима в превъплъщението си на Мегън Бут в сериала „Там, където е сърцето“, на Стейси Апълярд в сериала „Ватерло роуд“ и на София в „Приключенията на Мерлин“.
През 2011 г. Грейнджър става популярна в телевизиония сериал на Showtime „Борджиите“, където играе Лукреция Борджия заедно с Джеръми Айрънс който е в ролята на папа Александър VI. Сериалът е създаден от носителя на Оскар – Нийл Джордан и се снима в Унгария, и е подновен за трети сезон.
Освен в телевизията, тя играе и във филми. След ролята си на Емили в „Наръчник за бойскаути“ тя се появява през 2011 в продукцията – „Джейн Еър“, играейки една от сестрите на Ривър, съответно с Миа Вашиковска и Майкъл Фасбендър, както и в „Бел Ами“ заедно с Робърт Патинсън и Ума Търман. През 2012 г. тя е в състава на Анна Каренина, с малка роля на баронеса Шилтън.
През юни 2011 г. Грейнджър получава главна роля във филма „Големите надежди“ като Естела под адаптацията на Майк Нюъл, съответно с Джеръми Ървайн и Хелена Бонам Картър. Филмът е показан на Международния филмов фестивал в Торонто през 2012 г., а европейската му премиера ще бъде в последната вечер на Лондонския филмов фестивал.

## Филмография
| Телевизия     |                                |                                        |                        |                                                                                               |                                                                                               |
| Година        | Заглавие                       | Заглавие на български                  | Роля                   | Бележки                                                                                       | Мрежа                                                                                         |
| 1994          | All Quiet on the Preston Front | На престънския фронт всичко е спокойно | Кристи                 |                                                                                               | BBC1                                                                                          |
| 1996          | Roger and the Rottentrolls     |                                        | Принцеса Кейт          |                                                                                               | ITV                                                                                           |
| 1997          | The Missing Postman            | Изчезналият пощальон                   | Хариет                 |                                                                                               | BBC1                                                                                          |
| 2000          | Casualty                       |                                        | Кати стопард           | Един епизод: „Seize the Night“ (No.14.26); 26 февруари 2000                                   | BBC One                                                                                       |
| 2001          | Doctors                        |                                        | Нита Хармър            | Един епизод: „Writing to Charlie“ (No.3.55); 23 май 2001                                      | BBC One                                                                                       |
| 2001          | Dalziel and Pascoe             |                                        | Никола Краули          | Един епизод: „Walls of Silence“ (No.6.1); 29 октомври 2001                                    | BBC One                                                                                       |
| 2002          | Sparkhouse                     |                                        | голямата Лиса Болтън   | септември 2002                                                                                | BBC One                                                                                       |
| 2003          | The Illustrated Mum            |                                        | Стар                   | 5 декември 2003 (адаптация по роман на Жаклин Уилсън)                                         | Channel 4                                                                                     |
| 2003          | The Royal                      |                                        | Карол Грийн            | Един епизод: „Coffin Fit“ (No.1.3); 2 февруари 2003                                           | ITV                                                                                           |
| 2005          | No Angels                      |                                        | Симон                  | Един епизод (No.2.5); 12 април 2005                                                           | Channel 4                                                                                     |
| 2005          | New Street Law                 |                                        | Кати Люис              | Един епизод (No.1.1); 4 май 2006                                                              | ITV                                                                                           |
| 2005          | Where the Heart Is             | Там, където е сърцето                  | Мегън Бут              | 18 епизода: 6 юли 2003 – 28 август 2005                                                       | ITV                                                                                           |
| 2005          | Doctors                        |                                        | Холи Лийвис            | Един епизод: „Indestructible“ (No.7.87); 9 ноември 2005                                       | BBC One                                                                                       |
| 2007          | Johnny and the Bomb            |                                        | Роуз Бушел             | 15 януари 2006 (адаптация по роман на Тери Пратчет)                                           | ITV1                                                                                          |
| 2007          | The Bad Mother's Handbook      |                                        | Шарлот Купър           | 19 февруари 2007 (адаптация по собствения роман на Кейт Лонг)                                 | ITV1                                                                                          |
| 2007          | Waterloo Road                  | Ватерло роуд                           | Стейси Апълярд         | Четири епизода (No.2.5, 2.6, 2.8, 2.10); 11 февруари – 12 април 2007                          | BBC One                                                                                       |
| 2008          | Dis/Connected                  |                                        | Джени                  | 31 март 2008                                                                                  | BBC Three                                                                                     |
| 2008          | M.I. High                      |                                        | Леа Ретсъм             | Един епизод: „It's a Kind of Magic“ (No.2.1); 7 януари 2008                                   | BBC One                                                                                       |
| 2008          | The Royal Today                |                                        | Абигейл                | епизод (No.1.3); 9 януари 2008                                                                | ITV1                                                                                          |
| 2008          | Fairy Tales                    |                                        | Лиза Гръф              | един епизод: „Billy Goat“; 31 януари 2008                                                     | BBC One                                                                                       |
| 2008          | Waking the Dead                |                                        | Никола                 | два епизода: „Duty and Honour“ (parts 1 & 2); 28 – 29 април 2008                              | BBC One                                                                                       |
| 2008          | Merlin                         | Приключенията на Мерлин                | София                  | Един епизод: „The Gates of Avalon“ (No.1.7); 1 ноември 2008                                   | BBC One                                                                                       |
| 2009          | Demons                         |                                        | Руби                   | Всички шест епизода: 3 януари – 7 февруари 2009                                               | ITV1                                                                                          |
| 2009          | Robin Hood                     | Робин Худ                              | Мег                    | Един епизод: „A Dangerous Deal“ (No.3.9); 30 май 2009                                         | BBC One                                                                                       |
| 2009          | Blue Murder                    |                                        | Джес Бърджес           | Един епизод: „Having it All“ (No.5.1); 7 септември 2009                                       | ITV1                                                                                          |
| 2009          | Above Suspicion                |                                        | Шарън Билкин           | три епизода: „The Red Dahlia“ (No.2.1); 4 януари 2010                                         | ITV1                                                                                          |
| 2010          | Stanley Park                   |                                        | „Мръсната“ Деби        | пилотен                                                                                       | BBC Three                                                                                     |
| 2010          | Five Daughters                 |                                        | Алис                   | Два епизода: 26 – 27 април 2010                                                               | BBC One                                                                                       |
| 2010          | Any Human Heart                |                                        | Тес                    | Два епизода: 21 – 28 април 2010                                                               | Channel 4                                                                                     |
| 2011 – 2013   | The Borgias                    | Династията на Борджиите                | Лукреция Борджия       |                                                                                               | Showtime                                                                                      |
| Игрални филми |                                |                                        |                        |                                                                                               |                                                                                               |
| Година        | Заглавие                       | Заглавие на български                  | Роля                   | Бележки                                                                                       | Бележки                                                                                       |
| 2000          | Daddy Fox                      |                                        | младата Маги Ричърдсън | режисьор: Джон Макормак                                                                       | режисьор: Джон Макормак                                                                       |
| 2008          | Awaydays                       |                                        | Моли                   | режисьор: Пат Холдън                                                                          | режисьор: Пат Холдън                                                                          |
| 2010          | The Scouting Book For Boys     | Наръчник за бойскаути                  | Емили                  | режисьор: Том Харпър                                                                          | режисьор: Том Харпър                                                                          |
| 2011          | Jane Eyre                      | Джейн Еър                              | Диана                  | режисьор: Кери Фукунага                                                                       | режисьор: Кери Фукунага                                                                       |
| 2012          | Great Expectations             | Големите надежди                       | Естела                 | режисьор: Майк Нюъл                                                                           | режисьор: Майк Нюъл                                                                           |
| 2012          | Bel Ami                        | Бел Ами                                | Сюзън                  | режисьор: Деклан Донелан, Ник Ормерод                                                         | режисьор: Деклан Донелан, Ник Ормерод                                                         |
| 2012          | Anna Karenina                  | Ана Каренина                           | Баронесата             | режисьор: Джо Райт                                                                            | режисьор: Джо Райт                                                                            |
| Театър        |                                |                                        |                        |                                                                                               |                                                                                               |
| Година        | Заглавие                       | Заглавие на български                  | Роля                   | Бележки                                                                                       | Бележки                                                                                       |
| 2009          | Dimetos                        |                                        | Лидия                  | Donmar Warehouse, Лондон; 19 март – 9 май 2009 (автор: Athol Fugard; режисьор: Douglas Hodge) | Donmar Warehouse, Лондон; 19 март – 9 май 2009 (автор: Athol Fugard; режисьор: Douglas Hodge) |